# Сема (мовознавство)
Сема — смислова одиниця; мінімальна, гранична, неділима складова частина лексичного значення (семеми).
Наприклад: слова добрий — недобрий розрізняються семою заперечення.
Процедура виділення сем у значенні слів називається компонентним аналізом і здійснюється шляхом вибудовування бінарних опозицій.
Ідеографічний словник містить семи як одиниці.